# Bolo-Helmmaske
Die Bolo-Helmmaske ist eine zeremonielle Schutzwaffe aus Burkina Faso.

## Beschreibung
Die Bolo-Helmmaske besteht aus Holz. Sie wird von Schmieden aus Burkina Faso bei zeremoniellen Riten getragen. Unter anderem sind dies landwirtschaftliche Feste, Initiationsriten und Totenfeiern. Die Helme werden dabei in einer Darstellung getragen, die die anwesenden Gäste unterhalten soll. Während des Tanzes werden die Masken für kurze Zeit abgenommen, um die Identität des Tänzers zu enthüllen. Ältere, unterschiedliche Maskenhelme sind als heilige Gegenstände von diesen Vorführungen ausgenommen. Von den Bolo-Helmmasken gibt es zwei Grundformen. Die eine bedeckt das Gesicht im ganzen, die andere nur zu drei Viertel. Die äußere Gestaltung des Helmes gibt einen Hinweis auf die Stammeszugehörigkeit. Bei dem abgebildeten Exemplar deutet der hohe Kamm, der auf der Scheitellinie ausgearbeitet ist, auf den Stamm der Bole. Die Maske ist im ganzen eher grob gearbeitet, doch wurde auch auf manche fein ausgearbeitete Details wert gelegt. Die Mundpartie ist mit wulstigen Lippen ausgestattet. Die Zähne im geöffneten Mund sind zweireihig und durch runde, eingesetzte Hölzer dargestellt. Die Augen sind oval. Die Augenbrauen und Wimpern werden durch eingesetzte Tierhaar imitiert. Die Oberfläche der Maske ist mit geometrischen Mustern verziert, die durch unterschiedliche Färbungen in den Farben Weiß, Rot und Schwarz  gefärbt sind. Die dreieckigen Symbole stellen wahrscheinlich Amulette der nichtmuslimischen Bobo dar, die ihnen magische Kräfte verleihen sollen. An der Halsöffnung der Maske ist eine Art Kragen gearbeitet, der zur Verbindung der Maske mit dem Kostüm des Tänzers dient.